# مرکز تجارت جهانی جبل‌الطارق
مرکز تجارت جهانی جبل‌الطارق (به انگلیسی: World Trade Center Gibraltar) یک مجموعه اداری عضو اتحادیه مراکز تجارت جهانی در جبل‌الطارق است. این مرکز دارای ۲۳٬۵۶۰ مترمربع مساحت در هفت طبقه ساخته شده است. این مرکز در تاریخ ۱۵ فوریه ۲۰۱۷ توسط وزیر ارشد جبل‌الطارق گشایش یافت.